# XVII Korpus Armijny SS (węgierski)
XVII Korpus Armijny SS (węgierski) (niem. XVII Waffen-Armee-Korps der SS) – formowany związek operacyjny Waffen-SS jako organ dowodzenia kolaboracyjnych węgierskich dywizji Waffen-SS.
We wrześniu 1944 r. Niemcy wydali zgodę na utworzenie XVII Korpusu Armijnego SS, który miał stanowić organ dowodzenia wyższego szczebla dla 25 Dywizji Grenadierów SS "Hunyadi" i 26 Dywizji Grenadierów SS "Hungaria". W późniejszym czasie w jego skład miały wejść kolejne węgierskie formacje. 
Dopiero od stycznia 1945 r. rozpoczęło się kompletowanie dowództwa Korpusu spośród niemieckich i węgierskich oficerów sztabowych, które jednak zostało szybko wstrzymane. W marcu w Burghausen w Niemczech wznowiono organizowanie służb i oddziałów sztabu Korpusu. Do końca wojny w ich skład weszło ok. 260 ludzi. Poza sztabem zdążono sformować plutony: motocyklowy (rozpoznawczo-kurierski), tłumaczy i łączności oraz wzmocniony pluton wartowniczy. Na czele Korpusu od marca stał SS-Obergruppenführer Ferenc Fékétehalmy-Czeydner, a od 4 maja SS-Obergruppenführer Jenõ Ruszkay-Ranzenberger. Tego dnia dowództwo Korpusu poddało się oddziałom amerykańskiej 3 Armii generała George'a Pattona. 
Obaj dowódcy Korpusu zostali następnie wydani władzom węgierskim, a te przekazały ich SFR Jugosławii, gdzie zostali osądzeni jako kolaboranci i zbrodniarze wojenni, i skazani na śmierć.
Miejsce stacjonowania:
- Węgry i Austria (marzec 1945 - maj 1945)

Dowódcy:
- SS-Obergruppenführer Ferenc Fékétehalmy-Czeydner (marzec 1945 – kwiecień 1945)
- SS-Obergruppenführer Jenõ Ruszkay-Ranzenberger (kwiecień 1945 – 4 maja 1945)

Skład:
- 517 Batalion Łączności SS
- 517 Oddział Obrony Przeciwlotniczej SS
- 517 Korpus Kompanii Zaopatrzeniowej SS